# 伊尔哈里·阿不力海依尔
伊尔哈里·阿不力海依尔（羅馬化：Erğalï Äbilqayır，1926年4月—1982年7月1日），男，哈萨克族，新疆特克斯人，中华人民共和国政治人物。

## 生平
伊尔哈里·阿不力海依尔出身牧民家庭，在完成中学学业后，参加三区革命，之后担任特克斯县政府教育秘书、县新盟会青工部部长。1952年12月，加入中国共产党。之后担任新疆省人民检察院副处长、处长，新疆自治区文联副秘书长、秘书长、党组书记。1959年10月至1963年9月，担任新疆自治区文化厅副厅长（厅长为孜牙·赛买提）。1962年边民离境事件爆发后，他出任伊犁州州长、州党委常委，解决基层问题。1966年5月，担任中共伊犁区委副书记。随后担任州革委会副主任、州革委会主任。1966年5月，担任中共新疆维吾尔自治区文学艺术联合会副书记（1967年1月被夺权工作中止）。1971年7月，伊犁州第一届党代会召开，他当选副书记（书记王振中）（任至1975年9月）。1976年10月再任伊犁州副书记（任职1979年3月）。1979年2月至8月，担任新疆维吾尔自治区革命委员会副主任。之后进入中央，担任第五届全国人大民委副主任委员、自治区第五届人大常委会副主任等职。1982年7月1日病逝，终年56岁。